# Општина Сеака де Камп (Долж)
Сеака де Камп (рум. Seaca de Câmp) општина је у Румунији у округу Долж.
Oпштина се налази на надморској висини од 41 m.